# مقاطعة يانجي كالا
مقاطعة يانجي كالا هي مقاطعة في ولاية تخار، أفغانستان. من الناحية الاقتصادية، يشارك سكان هذه المقاطعة بشكل أساسي في الزراعة. المحاصيل الرئيسية هي الأرز والقمح، ويُصدر فائض الأرز إلى المقاطعات والولايات المجاورة. في 10 أيلول / سبتمبر 2019 استولى طالبان المقاطعة. ثلاثة أيام، ثم تم تطهير المقاطعة من المسلحين في عملية. يوجد 64 قرية في المقاطعة.
تتكون المقاطعة من عدة مجموعات عرقية مختلفة.

## جغرافيا
تبلغ مساحة يانجي كالا 247 كيلومترًا مربعًا، أي ما يعادل نسبيًا مساحة مالطا. تقع المقاطعة داخل مستجمعات المياه لنهر أبي الرستاق، أحد روافد نهر بانج. هناك طريق رئيسي يمتد من مركز المقاطعة إلى مركز مقاطعة خواجة بهاء الدين، ويستمر حتى مركز مقاطعة داشتي قلعة وينتهي بمركز المقاطعة في مقاطعة خواجا غار.
وتتكون حدود المقاطعة من مقاطعة شاه أب مقاطعة في الشرق، مقاطعة الرستاق في الجنوب الشرقي، مقاطعة خواجا بهاء الدين في الجنوب الغربي، مقاطعة Darqad في الغرب، و خاتلون في الشمال. تقع جميع المناطق الحدودية في ولاية تخار، أفغانستان باستثناء خاتلون، وهي مقاطعة طاجيكية. يفصل نهر بانج يانجي كالا عن طاجيكستان.

## التاريخ

خريطة قديمة لمدينة تخار

حاول أمان الله خان، في عشرينيات القرن الماضي، استعمار المقاطعة بمجموعات غير أصلية. وصل الناطقون بالباشتو إلى المقاطعة واشتبكوا مع الأوزبك والطاجيك الأصليين.
كانت المقاطعة موجودة رسميًا منذ عام 1973 عندما رسم محمد أشرف خريطة لـ 325 مقاطعة أفغانية. توسعت هذه المجموعة إلى 329 بحلول عام 1998، وظلت يانجي كالا دون تغيير. ومع ذلك، في عام 2005، انفصلت خواجة بها الدين عن هذه المقاطعة وانكمش يانجي قالا.

### قتال
كانت المرة الأولى التي شوهدت فيها طالبان في المقاطعة حوالي عام 2009 ووقعت اشتباكات بين الجماعات المناهضة للحكومة (بما في ذلك طالبان) وحكومة أفغانستان.
في أغسطس 2010، أقامت القوات المناهضة للحكومة نقطة تفتيش واعتقلت جنديًا وشرطيًا. ثم في أكتوبر، قتلت عملية للناتو زعيم منطقة طالبان. وبعد ثلاث سنوات في 8 شباط 2013، ألقت إيساف القبض على قائد الحركة الإسلامية في العراق الذي كان يساعد في التخطيط لهجوم رفيع المستوى. في وقت لاحق من عام 2015، زعمت حركة طالبان أنها استولت على المقاطعة، لكن المسؤولين قالوا إن ذلك غير صحيح.
كانت هناك عملية تطهير في المقاطعة في فبراير 2017 أدت إلى طرد طالبان من المقاطعة. بعد شهر واحد، زعمت طالبان أنها تسيطر على المقاطعة بنسبة 15٪. في مايو التالي، سيطرت طالبان على ما يقرب من نصف المقاطعات وأقامت نقطة تفتيش للشرطة لأكثر من يوم. في هذا الوقت تقريبًا، تم اتخاذ قرار بنقل مكاتب المقاطعات إلى عاصمة المقاطعة بسبب مخاوف أمنية. في وقت لاحق في سبتمبر تم صد هجوم على مركز المقاطعة. في نهاية العام، صنفت هيئة الإذاعة البريطانية (بي بي سي) يانجى كالا على أنه منطقة ينخفض تواجد طالبان بها، حيث تم تعريفها بأنها تتعرض للهجوم مرة كل ثلاثة أشهر.
في 6 فبراير 2018، أغارت القوات الجوية الأفغانية على معاقل طالبان في المقاطعة وقتلت 12 من المتمردين، كما قتلت غارة أخرى في مايو 6 مسلحين آخرين. في أكتوبر، قال مسؤولون في تخار إن طالبان تسيطر على نصف المقاطعة. في ذلك الوقت تقريبًا، هاجمت حركة طالبان المواقع الأمنية في المقاطعة.
سيطرت طالبان على موقع أمامي في قرية كفتار علي بعد ساعتين من القتال في 2 أبريل 2019. وقع هجوم آخر على موقع استيطاني بعد 32 يومًا. في وقت لاحق من شهر يوليو، احتل قائد مسلح غير شرعي بضع قرى في المقاطعة وعرقل النشاط. كان هناك هجوم آخر على موقع أمني خلال نفس الشهر. في 3 سبتمبر، تعرضت مليشيا موالية للحكومة لكمين وقتل 11 شخصًا.

## التركيبة السكانية
يبلغ عدد سكان المقاطعة 23960 نسمة، نصفهم من الذكور والنصف الآخر من الإناث. متوسط العمر هو 16.5 و 43.2٪ من الناس يعملون في المقاطعة. 43.8٪ من هؤلاء كانوا يبحثون عن عمل لكنهم لم يجدوا أي عمل. يبلغ متوسط الأسرة المعيشية 6.7 فردًا، و هناك حوالي 3576 أسرة في المقاطعة.

## الاقتصاد
يعمل المزيد من الأشخاص في الزراعة أكثر من أي صناعة أخرى في يانجي كالا. ومع ذلك، فإن تقنيات الزراعة التي يمتلكها المزارعون ليست كافية وهناك نقص في أنظمة الري. توجد مراكز لنسج البساط والسجاد في المقاطعة. لا يوجد في المقاطعة مركز تجاري مناسب. يانجي قالا لديه منجم ذهب واحد.
تصدر المقاطعة الهيروين إلى طاجيكستان.

## الرعاية الصحية والتعليم
بلغ معدل معرفة القراءة والكتابة في يانجي كالا حوالي 45٪ للأشخاص الذين تتراوح أعمارهم بين 15 و 24 عامًا في عام 2015. المقاطعة لديها بعض فرص التعليم المحدودة بما في ذلك المدارس، ولكن المدارس تفتقر إلى الأموال والموظفين والمباني والإمدادات - مما يؤدي إلى انخفاض معدل معرفة القراءة والكتابة. بالإضافة إلى ذلك، تفتقر المقاطعة إلى جامعة.
هناك بعض الوصول إلى الرعاية الصحية من خلال ثلاثة مراكز طبية تقع في المقاطعة، ومع ذلك تظل معدلات الوفيات مرتفعة بسبب نقص الأطباء المدربين ومستشفى المقاطعة ومياه الشرب الآمنة.